# 岩倉駅 (愛知県)
岩倉駅（いわくらえき）は、愛知県岩倉市本町にある、名古屋鉄道犬山線の駅である。駅番号はIY07。岩倉市の中心部に位置する駅である。全列車が停車するほか、名古屋方面からの普通列車の約半数が当駅で折り返す。
本項ではかつて駅に併設されていた岩倉検車区（いわくらけんしゃく）についても記述する。

## 歴史
改札口が現在の態様になったのは1985年（昭和60年）で、それまでは東側にあった。
- 1912年（大正元年）8月6日 - 一宮線と犬山線の分岐駅として開業する。
- 1920年（大正9年）9月23日 - 小牧駅とを結ぶ小牧線が開業する。
- 1941年（昭和16年）8月12日 - 一宮線のうち、当駅以南が犬山線に編入される。
- 1948年（昭和23年）5月16日 - 小牧線が岩倉支線に改称し、新たに小牧線となった旧大曽根線所属の支線になる[2]。
- 1963年（昭和38年）度 - 貨物営業廃止[3]。
- 1964年（昭和39年）4月26日 - 岩倉支線が廃止される[4]。
- 1965年（昭和40年）
  - 4月25日 - 一宮線が廃止される。
  - 9月11日 - 東口に駅ビルが開業する[5]。1階を改札口および飲食店、2・3階を名鉄社員寮、4階を一般居住用としていた[6]。
- 1970年（昭和45年）12月25日 - 座席指定特急を除く特急が停車するようになる。
- 1980年（昭和55年）
  - 4月1日 - 西口バスターミナル供用開始[7]。
  - 4月2日 - 駅地下道開通[7]。
- 1985年（昭和60年）3月9日 - 駅地下化・配線変更工事完了[8]。
- 1987年（昭和62年）5月 - 自動改札機設置[9]。
- 2004年（平成16年）2月15日 - プリペイドカード「トランパス」の、当駅における供用を開始する。
- 2008年（平成20年）10月1日 - 岩倉駅東口再開発事業により駅前広場が完成する。
- 2009年（平成21年）10月 - 岩倉駅再開発ビル「サクランド岩倉」および、ホームと地下道を繋ぐエレベータの供用を開始する。
- 2011年（平成23年）2月11日 - ICカード乗車券「manaca」のサービス開始に伴い、当駅でも供用を開始する。
- 2012年（平成24年）2月29日 - トランパスの利用終了に伴い、当駅でも供用を終了する。

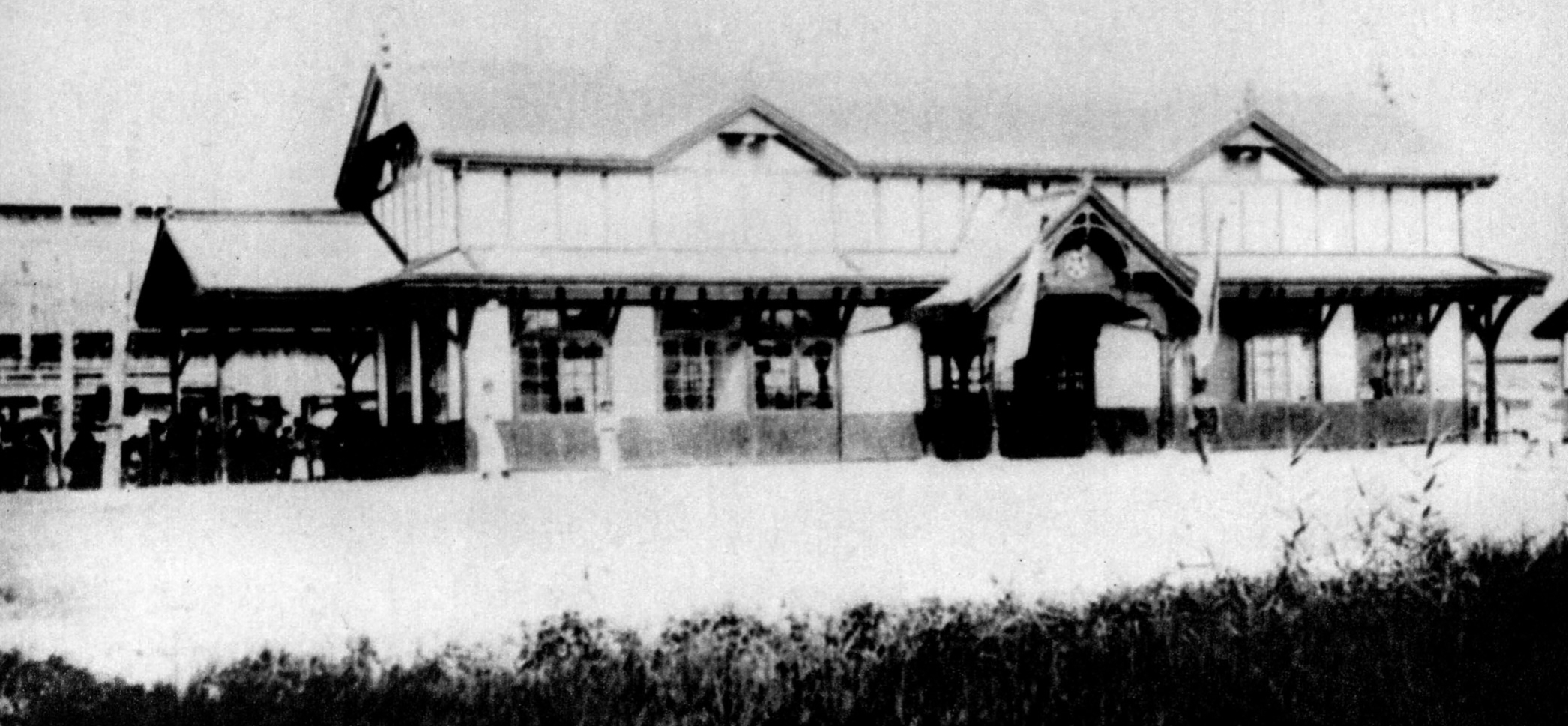
初代駅舎（1912年）
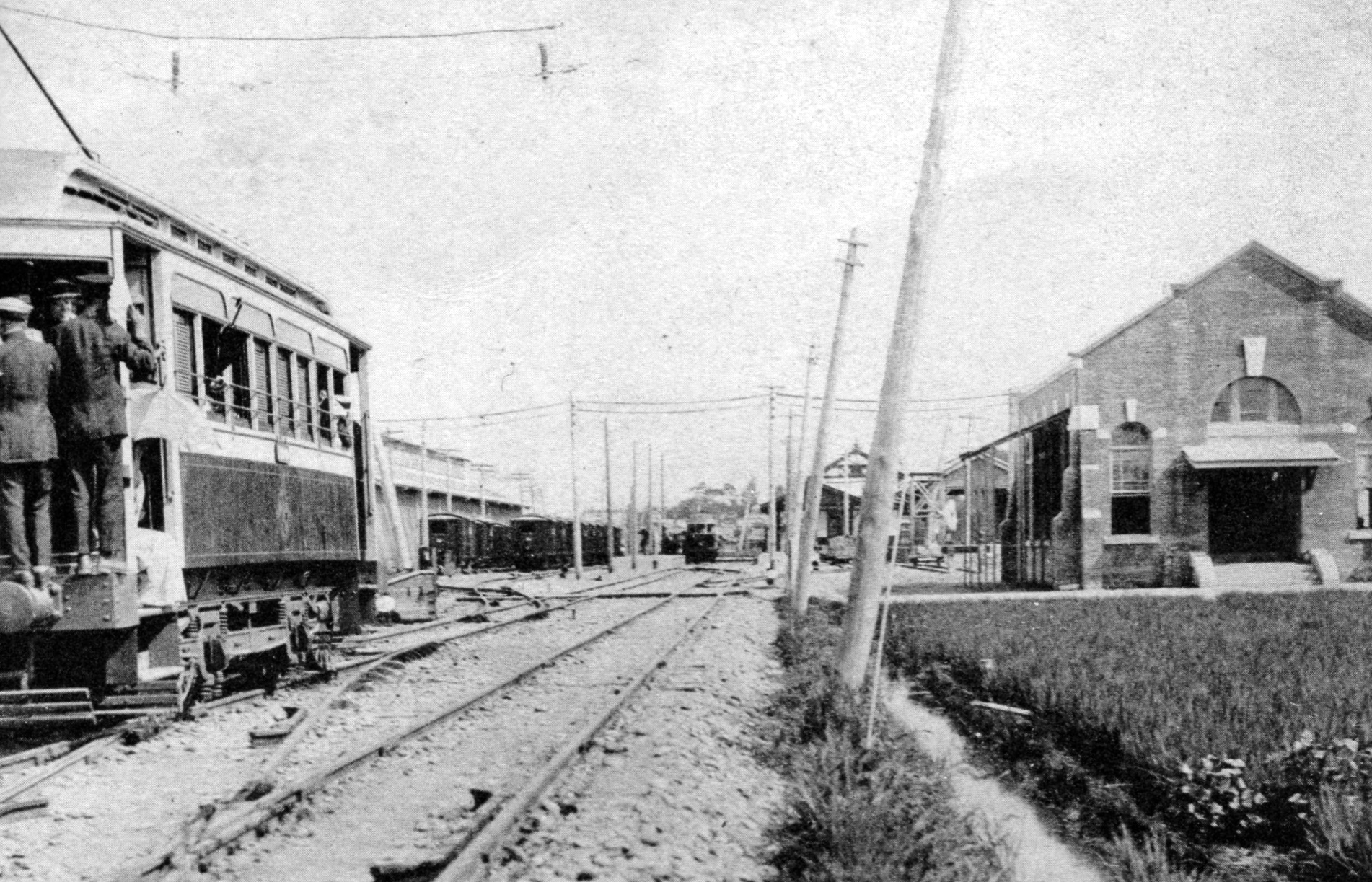
開業当初の駅構内（1912年）

## 駅構造
地平に島式ホーム2面4線があるほか、北側に行き止まりの引き上げ線が1本ある。このほか、南側には両渡り線（シーサースクロッシング）があり、下り線から直接3番線（上り待避線）に進入することや2番線（下り待避線）から直接名古屋方向に出発することも可能である。名鉄では比較的珍しく、外側線が本線、内側線が待避線となっている。
当駅の下を横断する東西地下連絡道が1985年（昭和60年）に設置されたのに併せて、改札口は地下にこの通路に接して設けられている。なおトイレは改札内ではなく改札外に2箇所設置されている。バリアフリー対応として地下道とホームを接続するエレベーターが上下ホームに各1基ずつ設置されているが、エスカレーターは設置されていない。

### のりば
| 番線 | 路線      | 方向 | 行先                               | 備考   |
| ---- | --------- | ---- | ---------------------------------- | ------ |
| 1    | IY 犬山線 | 下り | 犬山方面                           | 本線   |
| 2    | IY 犬山線 | 下り | 犬山方面                           | 待避線 |
| 3    | IY 犬山線 | 上り | 名鉄名古屋・中部国際空港・伏見方面 | 待避線 |
| 4    | IY 犬山線 | 上り | 名鉄名古屋・中部国際空港・伏見方面 | 本線   |

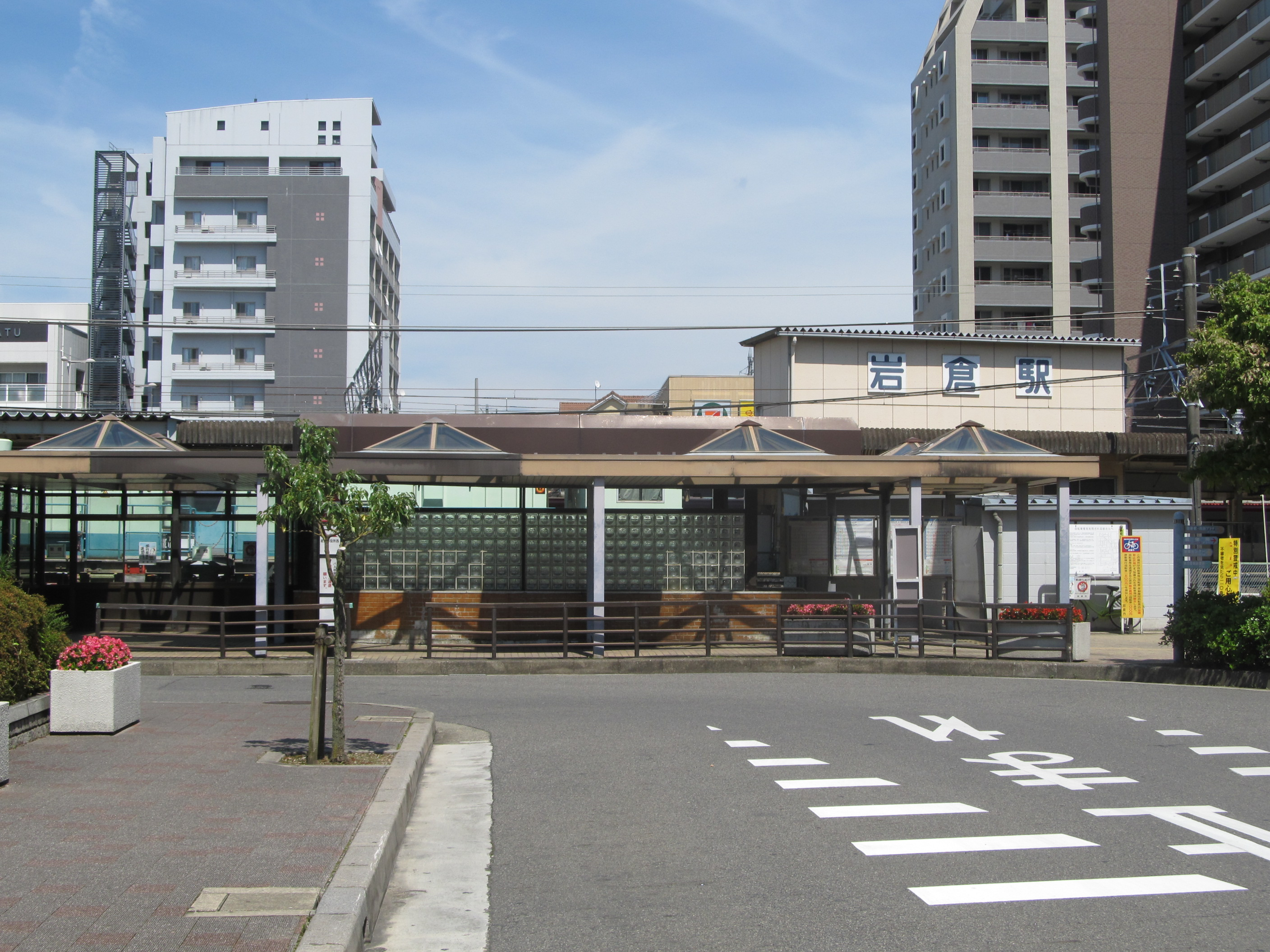
西口（2018年）
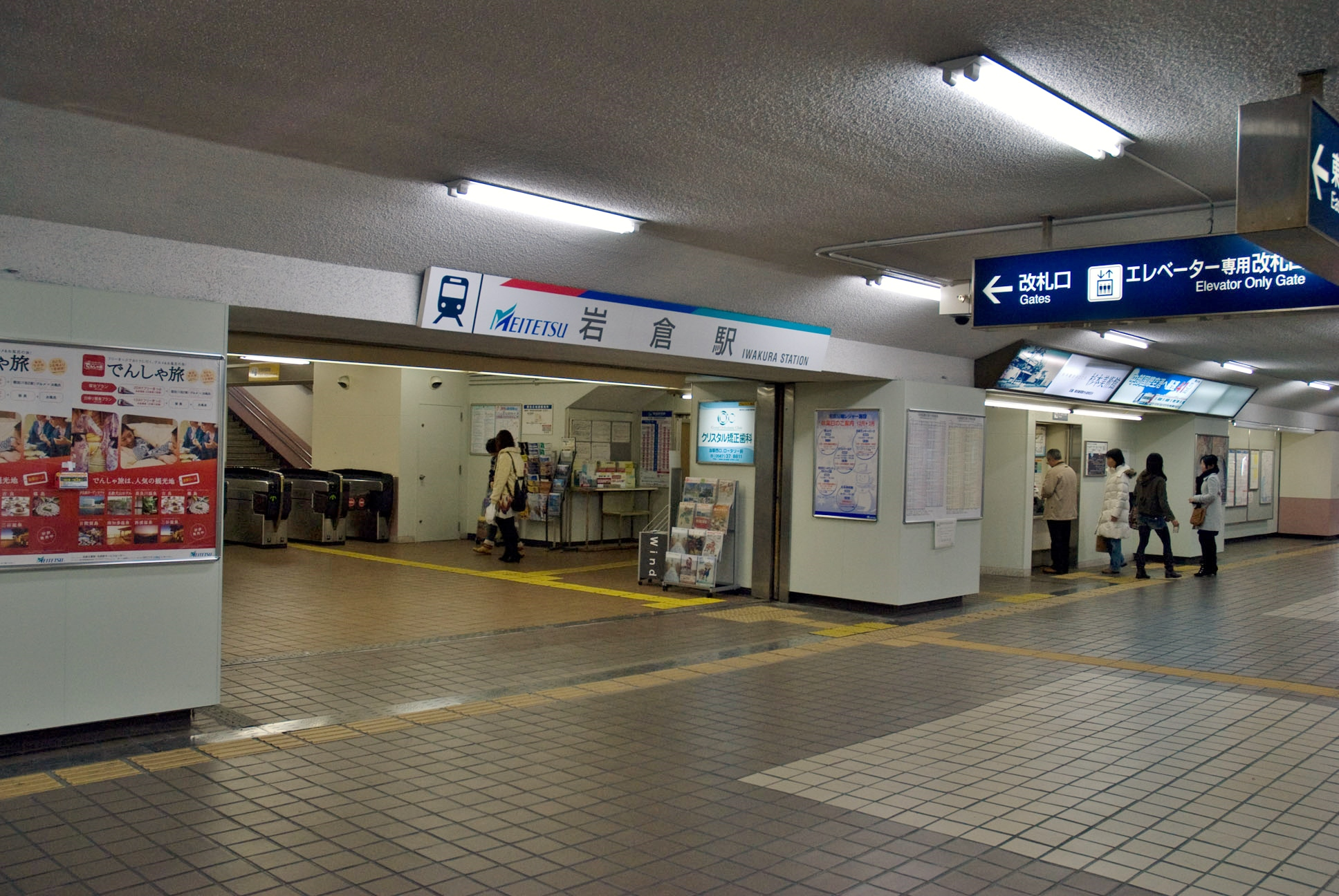
地下にある改札口（2009年）
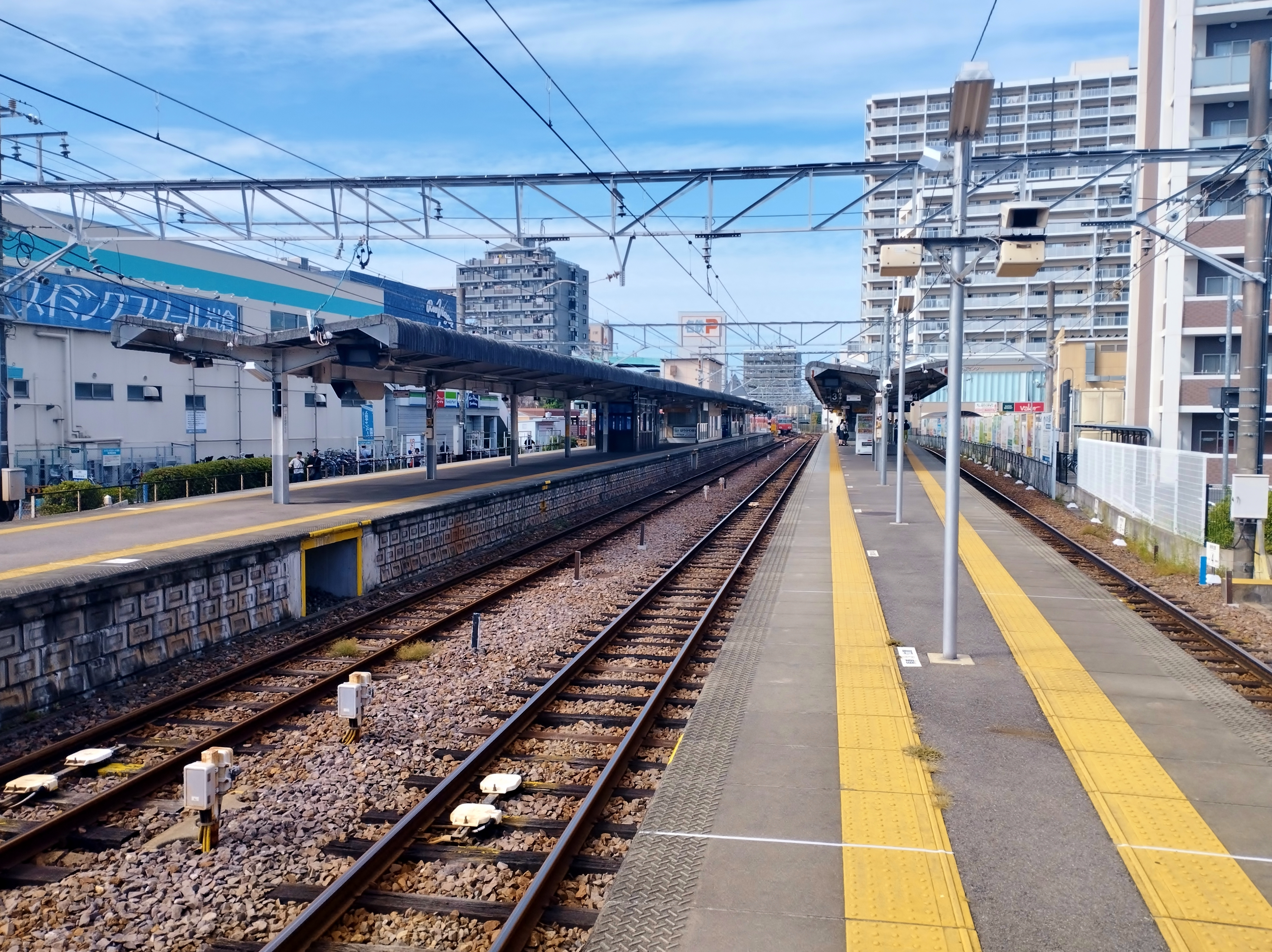
ホーム
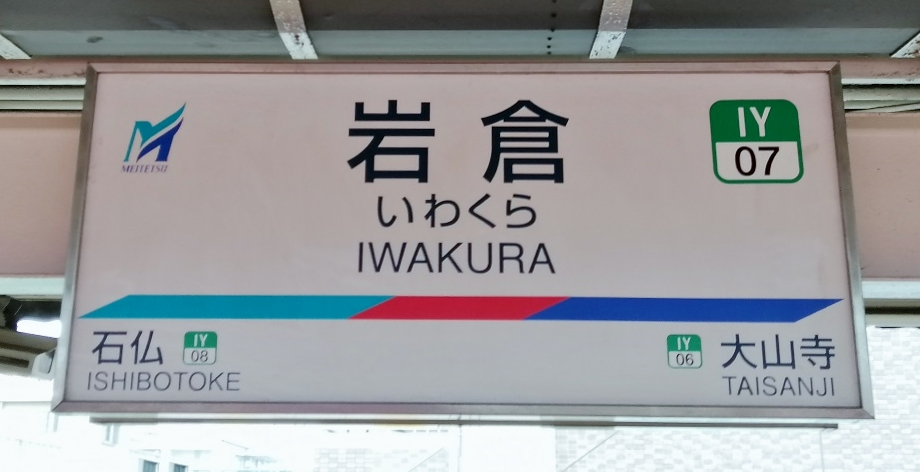
駅名標

### 配線図
| ← 名古屋方面 | 岩倉駅 構内配線略図（現在） | → 犬山方面 |
| 凡例 出典:   |                             |            |

## ダイヤ
日中は毎時2本、平日の朝・夕ラッシュ時は毎時4本程度の普通列車が当駅で折り返す。
平日の朝ラッシュ時は普通列車に加え、名古屋市営地下鉄鶴舞線からの急行も当駅で折り返す。
準急は当駅から新鵜沼駅まで、各駅に停車する。
2008年（平成20年）12月27日のダイヤ改正時より、昼間の地下鉄鶴舞線からの直通列車は一部を除いて当駅で折り返している。
早朝には当駅始発の新鵜沼行き普通が設定されている（2023年3月改正までは岐阜行き）。また、2019年3月改正までは当駅で急行に種別変更する新鵜沼駅発河和行き普通が、2011年3月改正までは平日の朝に当駅始発の岐阜行き急行と当駅で普通に種別変更する常滑駅発岐阜行き急行（神宮前駅まで普通）が各1本設定されていた。かつては朝ラッシュの時間帯に名古屋方面へ向かう特急が1本のみ当駅を特別通過していた。この列車の前後には急行が運転されており、特急需要が見込めないため通過していた。定期列車の通過はこの列車のみであった。また、他に明治村口駅（現在の羽黒駅）発着の季節運行の臨時特急が通過していた。
2019年以前は、毎年8月10日に愛知県犬山市および岐阜県各務原市で開催されていた日本ライン夏まつり納涼花火大会に伴う観客輸送のため、通常は犬山駅で折り返している各務原線の定期列車を当駅まで延長運転していた（会場への最寄り駅は犬山遊園駅または新鵜沼駅）。

## 利用状況
- 『名鉄120年：近20年のあゆみ』によると2013年度当時の1日平均乗降人員は23,764人であり、この値は名鉄全駅（275駅）中14位、犬山線（17駅）中2位であった[13]。
- 『名古屋鉄道百年史』によると1992年度当時の1日平均乗降人員は32,977人であり、この値は岐阜市内線均一運賃区間内各駅（岐阜市内線・田神線・美濃町線徹明町駅 - 琴塚駅間）を除く名鉄全駅（342駅）中10位、 犬山線（17駅）中1位であった[14]。
- 『名鉄時刻表 1990 Vol.7』によると、1989年度下半期の1日平均乗降人員は31,085人であり、この値は名鉄全駅中10位であった。なお、11位以下の情報に関しては記載されていない。[15]
- 『名鉄 1983』によると、1981年度当時の一日平均乗降人員は30,757人であり、この値は名鉄全駅中10位であった[16]。
- 『いわくらの統計』『移動等円滑化取組報告書』によると、一日平均乗降・乗車人員は下表のとおりである[17][18]。
  - 年度別乗降・乗車人員から、定期枚数は360で除し、定期外枚数は365（閏日が含まれる年度は366）で除して一日平均乗降・乗車人員を求めている。

| 年度               | 一日平均 乗降人員 | 一日平均 乗車人員 |
| ------------------ | ----------------- | ----------------- |
| 1998年（平成10年） | 29,839            | 15,032            |
| 1999年（平成11年） | 29,073            | 14,646            |
| 2000年（平成12年） | 28,077            | 14,152            |
| 2001年（平成13年） | 27,209            | 13,074            |
| 2002年（平成14年） | 26,020            | 13,078            |
| 2003年（平成15年） | 24,431            | 12,260            |
| 2004年（平成16年） | 23,922            | 11,934            |
| 2005年（平成17年） | 24,125            | 12,037            |
| 2006年（平成18年） | 23,866            | 11,891            |
| 2007年（平成19年） | 23,569            | 11,737            |
| 2008年（平成20年） | 23,382            | 11,640            |
| 2009年（平成21年） | 22,895            | 11,426            |
| 2010年（平成22年） | 22,938            | 11,438            |
| 2011年（平成23年） | 23,015            | 11,490            |
| 2012年（平成24年） | 23,348            | 11,689            |
| 2013年（平成25年） | 23,764            | 11,891            |
| 2014年（平成26年） | 23,592            | 11,822            |
| 2015年（平成27年） | 23,983            | 11,999            |
| 2016年（平成28年） | 24,364            | 12,197            |
| 2017年（平成29年） | 24,535            | 12,270            |
| 2018年（平成30年） | 24,385            | 12,195            |
| 2019年（令和元年） | 24,486            | 12,234            |

かつては犬山線の駅では最多であったが、近年は利用客が減少傾向にあり、江南駅に抜かれて2位となっている。2021年度のみ、西春駅にも抜かれて3位となっていた。（いずれも上小田井駅の全利用者を名鉄駅利用と見なさない場合）

## 岩倉検車区
一宮線・犬山線の分岐駅として岩倉駅が開業した際、構内には郡部線の車両基地として岩倉車庫が置かれた。1929年（昭和4年）に新川車庫（現・新川検車支区）が新設されると車庫機能の大部分は新川に移転したが、岩倉の検車庫も昭和30年代まで残り、岩倉検車区として1960年頃まで列車検査を岩倉駅構内でも行っていた。
|                | ↑ 東一宮方面                  |            |
| ← 新名古屋方面 | 岩倉駅 構内配線略図（1957年） | → 犬山方面 |
|                | ↓ 小牧方面                    |            |
| 凡例 出典:     |                               |            |

## 駅周辺

### 駅西
- 岩倉市役所
- 岩倉市図書館・公民館
- 岩倉郵便局
- 名鉄協商パーキング
- アピタパワー岩倉店

### 駅東
- 下本町商店街：東口から続く商店街で、昭和の後半の最盛期には100店を超える商店が並んで岩倉市内で最大の繁華街となっていたが、商店が半減して2013年（平成25年）5月に「下本町発展会」が解散するなど衰退が進み、シャッター街となった[21]。
- サクランド岩倉（岩倉駅再開発ビル）
  - 生涯学習センター
  - バロー岩倉店
  - 米乃家岩倉本店、岩倉本店弐ノ丸
- 五条川：「日本さくら名所100選」に選定されている。毎年4月に「岩倉桜まつり」が開催され、こいのぼりの「のんぼり洗い」も行なわれる。今上天皇（幼名浩宮）に鯉のぼりを献上した店も川沿いにある。
- 株式会社：宮下製作所

## 路線バス
駅前ロータリーからは、名鉄バスにより以下の路線が運行されている。東口からは小牧市方面、西口からは一宮市方面と、運行は分離されている。

### 東口
1番のりば
- 【61】岩倉団地・小木・小牧南高校口・桜井経由、小牧駅行き：旧・名鉄岩倉支線に沿うルート。
- 【63】岩倉団地・小木・小牧南高校口・小牧市民病院前・メナード美術館経由、小牧駅行き
- 【65】葭原・三ツ渕中・間々乳観音前・小牧市役所前経由、小牧駅行き

2番のりば
- 【62】岩倉団地・小木・小牧南高校口・桜井経由、住友理工前行き
- 契約：三菱名航
- 契約：三菱名誘
- 【69】岩倉団地西・とみづか・藤島・北里市民センター西経由、間内駅行き：2014年（平成26年）8月1日より運行。

### 西口
- 【50】西市・元小山・水法・印田（一宮営業所）経由、一宮駅東口行き：旧・名鉄一宮線に沿うルート。名鉄一宮駅バスターミナルには乗り入れない。
- 【51】西市・元小山・水法経由、印田行き

名鉄バスは関係しないが岩倉病院無料送迎バスも西口を発着している。

## 隣の駅

### 現在の路線・種別
名古屋鉄道
IY 犬山線
□ミュースカイ・□快速特急・■特急
（名古屋本線名鉄名古屋駅（NH36） - ） 岩倉駅（IY07） - 江南駅（IY10）
□快速急行・■急行
西春駅（IY04） - 岩倉駅（IY07） - 布袋駅（IY09）
■準急（当駅以北各駅に停車）
西春駅（IY04） - 岩倉駅（IY07） - 石仏駅（IY08）
■普通
大山寺駅（IY06） - 岩倉駅（IY07） - 石仏駅（IY08）
- 大山寺駅との間に稲荷前駅があったが、廃止された。

### かつて存在した路線
名古屋鉄道
一宮線（廃止）
岩倉駅 - 元小山駅
小牧線（岩倉支線、廃止）
岩倉駅 - （中市場駅） - 小木駅